# Стефан Соханевич
Стефан Соханевич (пол. Stefan Józef Sochaniewicz; 17 жовтня 1890, Задвір'я — 18 березня 1917) — польський архівіст, історик, публіцист.

## Біографія
У 1901—1908 роках здобув гімназійну освіту у Львові, згодом закінчив Львівський університет. Працював в Архіві актів гродських і земських у Львові (нині Центральний державний історичний архів, м. Львів).
Автор низки досліджень, присвячених середньовічній історії Львова, архівознавству, геральдиці. Охарактеризував вплив німецького права на суспільно-економічний розвиток прикордонних українських земель Речі Посполитої в 14—18 ст., виступив із критикою краківської історичної школи.